# Katoličko sveučilište Péter Pázmány
Katoličko sveučilište Péter Pázmány, privatno sveučilište s pravom javnosti osnovano 1635. godine odredbom Kraljevine Ugarske. Drugo je po starosti sveučilište u Mađarskoj i svrstava se među najuglednije visokoobrazovne ustanove u zemlji. Poznato je  po svojim studijima teologije, filozofije i humanističkih znanosti. 
Na poticaj isusovca i nadbiskupa  Pétera Pázmánya te uz dozvolu kraljevskih vlasti 1635. utemeljen je Fakultet teologije u današnjoj Trnavi, tada dijelu ugarskih zemalja. Rad sveučilišta bio je zabranjen u komunističkom režimu za vrijeme druge polovice 20. stoljeća. Nakon pada komunizma i proglašenja neovisne mađarske države, Mađarski parlament zakonoskom odredbom iz 1993. daje sveučilištu pravo javnosti i ovlaštenje države za obrazovanje.
Većina fakulteta i rektorat smješteni su u Budimpešti, dok se Učiteljski fakultet nalazi u Ostrogonu, a kampus Fakulteta humanističkih znanosti u Pilicsabi u široj okolici Budimpešte. Na sveučilištu studira približno deset tisuća studenata. Sveučilište je član Međunarodnoga udruženja sveučilišta, Europskoga jezičnog vijeća, Međunarodne mreže istraživačkih sveučilišta i inih sveučilišnih udruženja te je jedan od osnivača Partnerstva katoličkih sveučilišta.
Među poznatim profeosrima i predavačima Sveučilišta ističe se bivši mađarski predsjednik László Sólyom, a svoj počasni doktorat na Sveučilištu primili su carigradski patrijarh Bartolomej I., poljski kardinal Franciszek Macharski te honduraški kardinal Óscar Andrés Rodríguez Maradiaga. Od poznatijih studenata ističu se vaterpolist Tibor Benedek, meteorologinja Edith Farkas, skladatelj i etnograf Miklós Both te brojni visoki politički dužnosnici.

## Vanjske poveznice
- Službene stranice Sveučilišta  Arhivirana inačica izvorne stranice od 27. ožujka 2016. (Wayback Machine) pri ppke.hu